# Marie-Louise Marcadet
Pour les articles homonymes, voir Marcadet et Anselme.
Marie-Louise Marcadet (née Marie-Louise Anselme à Stockholm le 3 décembre 1758 et décédée à Colligis le 7 mars 1822) est une chanteuse d’opéra suédoise de l'Opéra royal de Stockholm, qui parut sous le nom de scène de Mademoiselle Baptiste.
Fille de Jacques-Baptiste Anselme, dit Baptiste, et de Marie Dumont, elle épouse le 1er février 1780 à Stockholm le premier danseur du Ballet royal suédois, Jean-Rémy Marcadet. Le couple revient à Paris en novembre 1795, après la Terreur.
Elle fut membre de l’Académie royale de musique de Suède (1795).
Le couple a eu au moins un fils, François-Rémi Marcadet, qui était maître de musique vocale à Pontlevoy (Loir-et-Cher), commune où il est mort le 14 mai 1820, âgé de 39 ans.